# Campeonato Brasiliense de Futebol Feminino de 2020
O Campeonato Brasiliense de Futebol Feminino de 2020 será a 24ª edição do campeonato feminino de futebol do Distrito Federal. A competição, organizada pela Federação de Futebol do Distrito Federal, será disputada entre 28 de outubro e 13 de dezembro por seis equipes do Distrito Federal. O campeão garante vaga no Brasileirão Feminino - Série A2 de 2020, caso o Minas Brasília vença, o vice-campeão ficará com a vaga.

## Regulamento[1]
A competição será disputada em 3 (três) fases.
- Na primeira fase, as 6 (seis) equipes jogam entre si em turno único, classificando-se as 4 (quatro) melhores para a fase semifinal.
- Nas semifinais, em sistema eliminatório, as equipes se enfrentaram em ida e volta, com o chaveamento 1º x 4º e 2º x 3º. Caso haja igualdade no confronto, as equipes de melhores campanhas passam à final.
- As vencedoras das semifinais disputaram a final em jogo único no Estádio Bezerrão no Gama. Em caso de igualdade, a equipe campeã será conhecida por meio da disputa de pênaltis.

### Critérios de desempate
Em caso de empate em número de pontos ganhos entre duas ou mais equipes na fase classificatória, foram aplicados, sucessivamente, os seguintes critérios de desempate:
1. Maior número de vitórias
2. Maior saldo de gols
3. Maior número de gols pró
4. Confronto direto
5. Menor número de cartões vermelhos
6. Menor número de cartões amarelos
7. Sorteio

## Equipes participantes
| Equipe               | Localidade | Em 2019 | Estádio (mando em 2020)    | Capacidade | Títulos            |
| -------------------- | ---------- | ------- | -------------------------- | ---------- | ------------------ |
| Ceilândia            | Ceilândia  | 3º      | CT do Gato                 |            | 0                  |
| CRESSPOM             | Brasília   | 4º      | CRESSPOM                   |            | 7 (último em 2015) |
| Gama                 | Gama       | ND      | CT Ninho do Periquito      |            | 0                  |
| Minas/ICESP Brasília | Brasília   | 2º      | Minas Brasília Tênis Clube |            | 3 (último em 2018) |
| Paranoá              | Paranoá    | 8º      | CRESSPOM                   |            | 0                  |
| Real Brasília        | Brasília   | 1º      | Defelê                     | 1 500      | 1 (último em 2019) |

## Primeira Fase[3][4]
| Classificação | Classificação  | Classificação | Classificação | Classificação | Classificação | Classificação | Classificação | Classificação | Classificação | Classificação                       | Classificação |
| Pos           | Times          | Pts           | J             | V             | E             | D             | GP            | GC            | SG            | Classificação ou eliminação         |               |
| ------------- | -------------- | ------------- | ------------- | ------------- | ------------- | ------------- | ------------- | ------------- | ------------- | ----------------------------------- | ------------- |
| 1             | Minas Brasília | 13            | 5             | 4             | 1             | 0             | 23            | 1             | +22           | Zona de classificação às Semifinais |               |
| 2             | Real Brasília  | 12            | 5             | 4             | 0             | 1             | 38            | 1             | +37           | Zona de classificação às Semifinais |               |
| 3             | CRESSPOM       | 10            | 5             | 3             | 1             | 1             | 23            | 3             | +20           | Zona de classificação às Semifinais |               |
| 4             | Ceilândia      | 6             | 5             | 2             | 0             | 3             | 15            | 16            | -1            | Zona de classificação às Semifinais |               |
| 5             | Gama           | 3             | 5             | 1             | 0             | 4             | 8             | 12            | -4            | Zona de Eliminação                  |               |
| 6             | Paranoá        | 0             | 5             | 0             | 0             | 5             | 1             | 75            | -74           | Zona de Eliminação                  |               |

| Ceilândia      | —    | 1-5 | —   | —    | —    | 0-4 |
| CRESSPOM       | —    | —   | 4-0 | 1-1  | 13-0 | —   |
| Gama           | 0-2  | —   | —   | —    | 8-0  | 0-2 |
| Minas Brasília | 6-0  | —   | 4-0 | —    | —    | —   |
| Paranoá        | 1-12 | —   | —   | 0-11 | —    | —   |
| Real Brasília  | —    | 1-0 | —   | 0-1  | 31-0 | —   |

## Resultados

### 1ª Rodada
| 28 de outubro de 2020 | 20:00 | Paranoá | 0-11 | Minas Brasília | Arena Secão, Luziânia (GO) |

| 30 de outubro de 2020 | 15:00 | Gama | 0-2 | Ceilândia | CT do Gama, Gama |

| 28 de outubro de 2020 | 15:00 | Real Brasília | 1-0 | CRESSPOM | Defelê, Brasília |

### 2ª Rodada
| 01 de novembro de 2020 | 15:30 | Minas Brasília | 4-0 | Gama | Minas Brasília Tênis Clube, Brasília |

| 16 de novembro de 2020 | 15:00 | Ceilândia | 0-4 | Real Brasília | Abadião, Ceilândia |

| 04 de novembro de 2020 | 10:00 | CRESSPOM | 13-0 | Paranoá | Clube CRESSPOM, Brasília |

### 3ª Rodada
| 08 de novembro de 2020 | 15:00 | Gama | 8-0 | Paranoá | CT do Gama, Gama |

| 12 de novembro de 2020 | 15:00 | Ceilândia | 1-5 | CRESSPOM | Abadião, Ceilândia |

| 11 de novembro de 2020 | 15:00 | Real Brasília | 0-1 | Minas Brasília | Defelê, Brasília |

### 4ª Rodada
| 14 de novembro de 2020 | 20:00 | Paranoá | 1-12 | Ceilândia | Arena Secão, Luziânia (GO) |

| 14 de novembro de 2020 | 10:30 | CRESSPOM | 1-1 | Minas Brasília | Clube CRESSPOM, Brasília |

| 18 de novembro de 2020 | 15:00 | Gama | 0-2 | Real Brasília | CT do Gama, Gama |

### 5ª Rodada
| 22 de novembro de 2020 | 10:30 | CRESSPOM | 4-0 | Gama | Clube CRESSPOM, Brasília |

| 25 de novembro de 2020 | 15:00 | Real Brasília | 31-0 | Paranoá | Defelê, Brasília |

| 22 de novembro de 2020 | 15:00 | Minas Brasília | 6-0 | Ceilândia | Abadião, Ceilândia |

## Fase Final
|  | Semifinais     | Semifinais    | Semifinais | Semifinais |   |                | Final | Final |
|  |                |               |            |            |   |                |       |       |
|  | Minas Brasília | 5             | 9          | 14         |   |                |       |       |
|  | Ceilândia      | 0             | 1          | 1          |   |                |       |       |
|  | Ceilândia      | 0             | 1          | 1          |   | Minas Brasília | 1     |       |
|  |                |               |            |            |   | Minas Brasília | 1     |       |
|  |                | Real Brasília | 2          |            |   |                |       |       |
|  | Real Brasília  | Real Brasília | 2          | 2          | 3 | 5              |       |       |
|  | Real Brasília  |               |            | 2          | 3 | 5              |       |       |
|  | CRESSPOM       | 2             | 2          | 4          |   |                |       |       |

## Premiação
| Campeonato Brasiliense Feminino de 2020 |
| Núcleo Bandeirante                      |
| --------------------------------------- |
| Real Brasília Campeão (2.º título)      |